# Mixophyes iteratus
Mixophyes iteratus är en groddjursart som beskrevs av Ian Rothwell Straughan 1968. Mixophyes iteratus ingår i släktet Mixophyes och familjen Myobatrachidae. IUCN kategoriserar arten globalt som starkt hotad. Inga underarter finns listade i Catalogue of Life.